# The Norwich Post
The Norwich Post fue un periódico provincial inglés que existió desde 1701 hasta 1713. Se cree que es el primer periódico inglés oficialmente provincial, aunque el London Gazette se publicó brevemente en Oxford en 1665.

## Historia
El impresor Francis Burges instaló una imprenta en Red Well, Norwich, Inglaterra, durante el verano de 1701. Parece haber establecido un periódico semanal desde principios de noviembre de ese año (aunque la copia más antigua que se conserva data de 1707).
Burges murió en noviembre de 1706 y fue sucedido por su viuda Elizabeth, quien continuó con el negocio a pesar de la competencia de los periódicos recién establecidos Norwich Postman (diciembre de 1706) y Norwich Gazette (enero de 1707). Después de la muerte de Elizabeth Burges en noviembre de 1709, el periódico volvió al antiguo maestro de Francis Burges, el impresor Freeman Collins de Londres. Collins envió a sus aprendices de mayor confianza o miembros de su familia a Norwich para imprimir el periódico. Estos incluyeron a Edward Cave, más tarde el fundador de Gentleman's Magazine.
El periódico continuó hasta la muerte de Collin en 1713 y, a partir de entonces, fue reemplazado por el Norwich Courant (1713-1762), y luego en el periódico unificado The Bury-Norwich Post (1762-1859).

## Evolución
Esta es la evolución del periódico The Norwich Post, desde que Francis Burges la fundo en el 1701, hasta que desapareció en el 1859, ya como The Bury-Norwich Post.
| Nombre                         | Fundador (Francis B.) | Año de fundación | País                                               |
| ------------------------------ | --------------------- | ---------------- | -------------------------------------------------- |
| The Norwich Post               | Francis Burges        | 1701-1706        | Reino Unido                                        |
| Norwich Postm (Fundación)      | Elizabeth Burges      | 1706-1709        | Reino Unido                                        |
| Norwich Postman (Segunda Mod.) | Freeman Collins       | 1709-1713        | Reino Unido                                        |
| Norwich Courant                | ?                     | 1713-1762        | Reino Unido                                        |
| The Bury-Norwich Post          | ?                     | 1762-1859        | Reino Unido, Reino Unido de Gran Bretaña e Irlanda |